# Cathal Berry

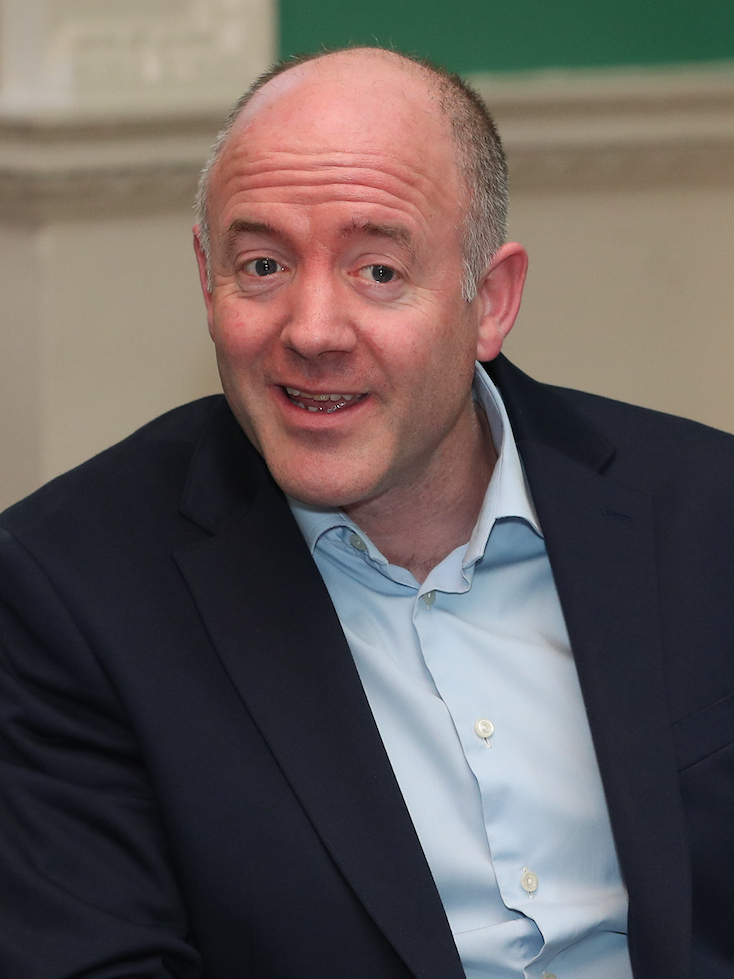
Cathal Berry (2022)

Cathal Berry (* 1977/1978) in Waterford (Irland), ist ein irischer Politiker und war von 2020 bis 2024 Teachta Dála (Abgeordneter) im Unterhaus des irischen Parlaments.

## Leben
Berry ging nach der Schule zu den Irischen Streitkräften und durchlief die Offizierslaufbahn bei der Infanterie. Er wurde dort auch zum Militärarzt ausgebildet. Seine Auslandseinsätze umfassen den Kosovo, den Tschad und den Libanon. Als unabhängiger Kandidat trat er bei den Wahlen zum Dáil Éireann 2020 an und konnte im Wahlkreis Kildare South einen Sitz im Dáil Éireann erringen. Bei den Wahlen 2024 scheiterte er jedoch. Auch der Versuch, 2025 in den Seanad Éireann einzuziehen, misslang.